# Comuna Krivodol, Vrața
Obștina Krivodol (comuna Krivodol) este o unitate administrativă în regiunea Vrața din Bulgaria. Cuprinde un număr de 15 localități.  Reședința sa este orașul Krivodol. Localități componente:
| - Baurene - Botunea - Galatin - Glavați - Golemo Babino - Gradeșnița - Dobrușa - Kravoder | - Krivodol - Lesura - Ocen - Pudria - Rakevo - Urovene - Furen |

## Demografie
Componența etnică a comunei Krivodol
     Romi (13%)
     Bulgari (76,5%)
     Nicio identificare (10,25%)
     Altele (0,62%)
La recensământul din 2011, populația comunei Krivodol era de 9.390 locuitori. Din punct de vedere etnic, majoritatea locuitorilor (76,5%) erau bulgari, cu o minoritate de romi (13,0%). Pentru 10,25% din locuitori nu este cunoscută apartenența etnică.